# Rusia en los Juegos Europeos de Cracovia 2023
Rusia no participó en los Juegos Europeos de Cracovia 2023 debido a estar sancionada por la Invasión de Ucrania.